# Rhizoecus targionii
Rhizoecus targionii är en insektsart som beskrevs av Cockerell in Fernald 1903. Rhizoecus targionii ingår i släktet Rhizoecus och familjen ullsköldlöss.
Artens utbredningsområde är Italien. Inga underarter finns listade i Catalogue of Life.